# Thomas Beecham (dirigent)
Sir Thomas Beecham, 2nd baronet, CH    (St. Helens, 29 april 1879 - Londen, 8 maart 1961) was een Britse dirigent. Hij heeft zijn hele leven een grote invloed gehad op de klassieke muziekwereld in het Verenigd Koninkrijk en was ook internationaal vermaard. 

## 1879 tot 1900
Hij werd opgevoed in de omgeving van Huyton, dat nu in Merseyside ligt. Zijn vader Sir Joseph Beecham (1848-1916) had de leiding over de geneesmiddelenfabriek Beecham's Pills, die door zijn grootvader Thomas Beecham (1820-1907) was opgericht. Hij erfde de niet-adellijke titel 2nd Baronet (zijn vader was 1st Baronet). Hij bezocht Rossall School in Lancashire en wilde muziek studeren, maar zijn vader verbood dat. Hij studeerde enige tijd klassieke talen aan Wadham College van de Universiteit van Oxford (de muziekkamer is naar Beecham genoemd), maar dat lag hem niet en in 1898 mocht hij van zijn vader met de studie stoppen. 
Hij studeerde vervolgens compositie bij Charles Wood, maar vond uiteindelijk zijn roeping in dirigeren. Zijn muzikale kwaliteiten kwamen naar boven in 1899, toen hij het Hallé Orchestra dirigeerde in St. Helens.

## 1900-1931
Vanaf 1906 dirigeerde hij regelmatig. In eerste instantie werkte hij met het New Symphony Orchestra  en dan vanaf 1908 met zijn eigen orkest, het Beecham Symphony Orchestra. Hij drong al snel door tot het Royal Opera House van Covent Garden in Londen. Hij introduceerde opera’s die nog niet bekend waren in Engeland, van onder anderen Richard Strauss: Elektra, Salomé, Der Rosenkavalier, Ariadne auf Naxos en Feuersnot. Gedurende de Eerste Wereldoorlog streefde hij ernaar de klassieke muziek (soms ook onbetaald) levend te houden in Londen en Manchester (ook hier probeerde hij een operazaal te stichten). Toen zijn vader overleed kregen hij en zijn broer Henry te maken met financiële perikelen. Het kostte jaren om de zaken van zijn vader naar behoren af te wikkelen. Hij kwam pas terug in de muziekwereld in 1923. In 1929 gaf hij op een festival een serie concerten rond composities van Frederick Delius, met wie hij bevriend was en van wiens muziek hij een groot voorvechter was.

## 1932-1943
In 1932 richtte hij zijn tweede orkest op: het London Philharmonic Orchestra. Met dit orkest bereikte hij grote hoogten op symfonisch zowel als operagebied. Zij maakten voor Columbia ook plaatopnamen, die nog altijd voor klassiekers doorgaan. In 1936 gingen zij samen op een controversiële tournee door nazi-Duitsland. Beecham liet zich niet weerhouden door kritiek als zou het bezoek als propaganda gebruikt kunnen worden. Hij stemde echter wel toe dat er geen werk van een Joodse componist als Mendelssohn uitgevoerd zou worden. Een van de concerten werd zelfs bijgewoond door Adolf Hitler zelf. Beecham verliet in 1940 het Verenigd Koninkrijk, omdat er een grote oorlogsdreiging was. Hij vluchtte naar Australië, waar hij de Sydney Symphony dirigeerde, en daarna naar de Verenigde Staten. Hij werd muzikaal leider van de Seattle Symphony en dirigeerde het New York Philharmonic Orchestra, vele andere orkesten en de Metropolitan Opera.

## 1944-1961
In 1944 kwam Beecham terug naar Engeland en richtte het Royal Philharmonic Orchestra op. Hij ging in 1949 nog terug naar de VS en maakte opnamen met het studio-orkest Columbia Symphony Orchestra (grotendeels gevuld met New Yorkse musici). In 1952 maakte hij opnamen met het Philadelphia Orchestra. 

## Privé-leven
Hij trouwde drie keer. Zijn eerste vrouw was Utica Celestia Welles (getrouwd in 1903, gescheiden in 1943). Daarna trouwde hij al snel met de Engelse pianiste Betty Humby (zij overleed in 1958). In 1959 trouwde hij zijn voormalige secretaresse Shirley Hudson, die hij via het Royal Philharmonic Orchestra leerde kennen. 
- Bibsys: 90598049
- Biblioteca Nacional de España: XX989694
- Bibliothèque nationale de France: cb13891293f (data)
- Catàleg d'autoritats de noms i títols de Catalunya: 981058521681206706
- Gemeinsame Normdatei: 119243911
- International Standard Name Identifier: 0000 0000 8106 2772
- Library of Congress Control Number: n50007900
- Nationale Bibliotheek van Letland: 000067092
- MusicBrainz: 0e6ccc63-41cb-4903-8b7d-60846aca6d58
- Nationale Bibliotheek van Tsjechië: ola2002152373
- Nationale bibliotheek van Australië: 36171667
- Nationale Bibliotheek van Israël: 987007296250605171
- Nationale Bibliotheek van Polen: a0000002371912
- Nederlandse Thesaurus van Auteursnamen: 068468776
- LIBRIS: 272362
- SNAC: w6dn4d85
- Système universitaire de documentation: 078617073
- Trove: 340983
- Virtual International Authority File: 27251130
- WorldCat: E39PBJxRD9vmyQgxq8VP7mCWjC